# Euphaedra olivacea
Euphaedra olivacea är en fjärilsart som beskrevs av Karl Grünberg 1908. Euphaedra olivacea ingår i släktet Euphaedra och familjen praktfjärilar. Inga underarter finns listade i Catalogue of Life.